# 47 v. Chr.
Portal Geschichte | Portal Biografien | Aktuelle Ereignisse | Jahreskalender | Tagesartikel

◄ |
2. Jahrhundert v. Chr. |
1. Jahrhundert v. Chr. |
1. Jahrhundert |
►

◄ | 60er v. Chr. | 50er v. Chr. | 40er v. Chr. | 30er v. Chr. |
20er v. Chr. |
►

◄◄ | ◄ | 50 v. Chr. | 49 v. Chr. | 48 v. Chr. | 47 v. Chr. |
46 v. Chr. |
45 v. Chr. |
44 v. Chr. |
► |
►►
Staatsoberhäupter

## Ereignisse

### Politik und Weltgeschehen
- Gaius Asinius Pollio, Publius Cornelius Dolabella und Lucius Trebellius sind Volkstribune der Römischen Republik.
- 14. Januar: Gaius Iulius Caesar besiegt Ptolemaios XIII., Bruder und Konkurrent der ägyptischen Pharaonin Kleopatra VII., entscheidend in der Schlacht am Nil. Damit endet der Alexandrinische Krieg.

Kampagne Caesars im Römischen Bürgerkrieg bis zur Schlacht von Zela

- 2. August: Diktator Caesar siegt in der Schlacht bei Zela über den Pontus-König Pharnakes II. Er kleidet seinen Erfolg in die Worte „Veni, vidi, vici“.

- Der Parteigänger Caesars Publius Vatinius besiegt den Pompeianer Marcus Octavius in einer Seeschlacht vor Dalmatien und wird dafür von Caesar mit dem Consulat belohnt. Er tritt das Amt gemeinsam mit Quintus Fufius Calenus aber erst Ende des Jahres an. Octavius rettet sich verwundet nach Nordafrika, wo die Pompeianer den Widerstand fortsetzen.
- Herodes der Große wird von seinem Vater Antipatros als Statthalter in Galiläa eingesetzt.
- Mithridates von Pergamon wird wegen seiner Verdienste in der Schlacht bei Zela von Caesar zum König des Bosporanischen Reiches erhoben.

### Wissenschaft und Technik
- 14. Oktober: Caesars Reform des römischen Kalenders beginnt. Der römische Kalender wird ab 2. Januar 45 v. Chr. durch den julianischen Kalender ersetzt. Um den neuen Kalender mit dem Sonnenstand in Übereinstimmung zu bringen, wird das römische Jahr 708 a. u. c. auf 445 Tage verlängert (Verworrenes Jahr). Das letzte Jahr (708 a. u. c.) des römischen Kalenders endet am 1. Januar 45 v. Chr.

## Geboren
- Marcus Antonius Antyllus, Sohn des Marcus Antonius († 30 v. Chr.)
- Ptolemaios XV. Caesarion, Sohn von Caesar und Kleopatra VII. († 30 v. Chr.)
- um 47 v. Chr.: Publius Quinctilius Varus, römischer Politiker († 9 n. Chr.)

## Gestorben
- Gaius Licinius Macer Calvus, römischer Dichter (* 82 v. Chr.)
- Lucius Manlius Torquatus, römischer Politiker
- Pharnakes II., König des Bosporanischen Reiches
- Ptolemaios XIII., ägyptischer Pharao (* 61 v. Chr.)
- um 47 v. Chr.: Lucius Volcacius Tullus, römischer Politiker (* vor 108 v. Chr.)